# Свердлова, Роза Мироновна
Ро́за Миро́новна (Розалия Мееровна) Свердло́ва (25 октября 1908, Витебск — 20 апреля 2003, Санкт-Петербург) — советская актриса театра и кино. Заслуженная артистка БССР (1935). 

## Биография
Родилась в 1908 году в Витебске. В 1930 году окончила Ленинградский техникум сценических искусств (киноотделение, мастерская Е. Червякова). В кино с 1927 года.
Евгений Червяков пригласил её на главную роль в свой фильм «Девушка с далёкой реки», принесший ей широкую известность.
С началом Великой Отечественной войны эвакуировалась в Казань, где стала ведущей актрисой Большого драматического театра. На его сцене сыграла ряд характерных ролей в спектаклях «Домик в Черкизове», «Поздняя любовь», «Снежная королева» и других.
После возвращения в Ленинград в 1944 году поступила в штат киностудии «Ленфильм», но ввиду отсутствия занятости ушла на эстраду, где проработала довольно длительный срок. 
В 1958—1967 работала в студии киноактёра при киностудии «Ленфильм». Позже преподавала на эстрадном отделении Музыкальноно училища при Ленинградской консерватории.
Снималась на киностудиях «Ленфильм», «Беларусьфильм» и других. 
Похоронена на Большеохтинском кладбище Санкт-Петербурга.

### Семья
- Муж — Евгений Густавович Гаккель (1892—1953), театральный режиссёр.
  - Сын — Леонид Гаккель (1936—2024), профессор истории фортепианного искусства Санкт-Петербургской консерватории.

## Фильмография

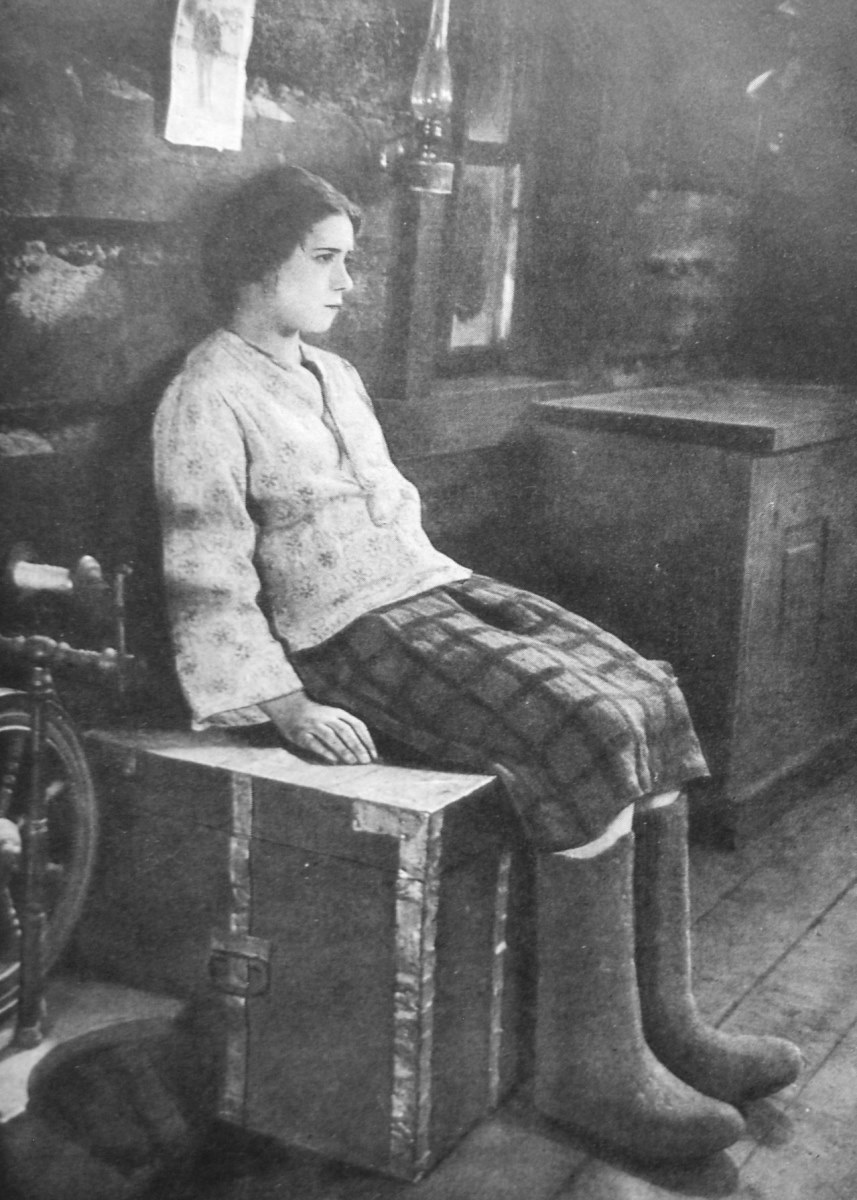
Кадр из фильма «Девушка с далёкой реки» (1927)

1. 1927 — Девушка с далёкой реки — Чижок
2. 1928 — Право на жизнь — Аня Лапина
3. 1928 — Цена человека — Соня Смирнова
4. 1929 — До завтра — Лиза Маневич
5. 1930 — Кавказский пленник — Нина
6. 1931 — Кровь земли — Смирнова
7. 1931 — Честь — работница-активистка
8. 1932 — Боям навстречу — учительница
9. 1933 — Отчаянный батальон — учительница
10. 1934 — Золотые огни — Марина
11. 1934 — Кто твой друг? — Роза
12. 1935 — Новая Родина — Маруся Корникова
13. 1935 — Путь корабля — Варя, журналистка
14. 1937 — Дочь Родины — Оля
15. 1956 — Невеста — Нина Ивановна
16. 1959 — Либерал — Софья Петровна
17. 1960 — Анафема — прихожанка
18. 1961 — Две жизни — горожанка
19. 1961 — Самые первые — санитарка госпиталя ВВС
20. 1962 — Грешный ангел — учительница
21. 1962 — После свадьбы — Мария Тимофеевна, жена Чернышева, сельская учительница
22. 1963 — Родная кровь — медсестра
23. 1965 — Иду на грозу — секретарь Голицына
24. 1965 — Третья молодость — костюмерша Андря
25. 1966 — Не забудь… станция Луговая — пассажирка в теплушке
26. 1967 — И никто другой — секретарь Зеленцова